# Kronika Wojska Polskiego
Kronika Wojska Polskiego – rocznik wydawany od 2005 roku w Warszawie. Pierwotnie wydawcą pisma było Wojskowe Biuro Badań Historycznych. Obecnie wydawcą jest Wojskowe Centrum Edukacji Obywatelskiej. Pismo dokumentuje wydarzenia z życia i działalności Sił Zbrojnych Rzeczypospolitej Polskiej. Publikuje też informacje o obsadzie kierowniczych stanowisk w Ministerstwie Obrony Narodowej i wojsku, biogramy nowo mianowanych dowódców oraz generałów. 